# أنجو جايسون
أنجو جايسون (بالإنجليزية: Anju Jason)‏ هو لاعب تايكوندو مارشالي، ولد في 21 نوفمبر 1987 في جزر مارشال.

## وصلات خارجية
- أنجو جايسون على موقع أوليمبيديا (الإنجليزية)